# Comuna Zalissea Perșe, Camenița
Zalissea Perșe (în ucraineană Залісся Перше) este o comună în raionul Camenița, regiunea Hmelnîțkîi, Ucraina, formată din satele Paraiivka și Zalissea Perșe (reședința).

## Demografie
Componența lingvistică a comunei Zalissea Perșe
     Ucraineană (99,55%)
     Alte limbi (0,44%)
Conform recensământului din 2001, majoritatea populației comunei Zalissea Perșe era vorbitoare de ucraineană (99,55%), existând în minoritate și vorbitori de alte limbi.